# Pollice verso (Gérôme)
Pollice Verso (en latín, pulgar al revés) es una famosa pintura de 1872 del artista francés Jean-Léon Gérôme, que presenta el gesto romano homónimo dirigido al gladiador ganador.
El gesto del pulgar hacia abajo en la pintura lo realizan los espectadores en el Coliseo, incluidas las vestales en el palco de honor, hacia el mirmilón victorioso, mientras que el reciario derrotado levanta dos dedos para pedir misericordia. La pintura fue una inspiración para la película Gladiator del año 2000, donde Cómodo levanta el pulgar para perdonarle la vida al héroe de la película, Máximo. 

## La pintura
Junto a gladiadores, vestales y espectadores, la imagen muestra al emperador en su palco, esperando a ver quien tiene la mayoría para dar el veredicto definitivo.
Alexander Turney Stewart compró la pintura a Gérôme a un precio de 80.000 francos, estableciendo un nuevo récord para el artista, y la exhibió en la ciudad de Nueva York. Actualmente se encuentra en el Museo de Arte de Phoenix en Arizona.

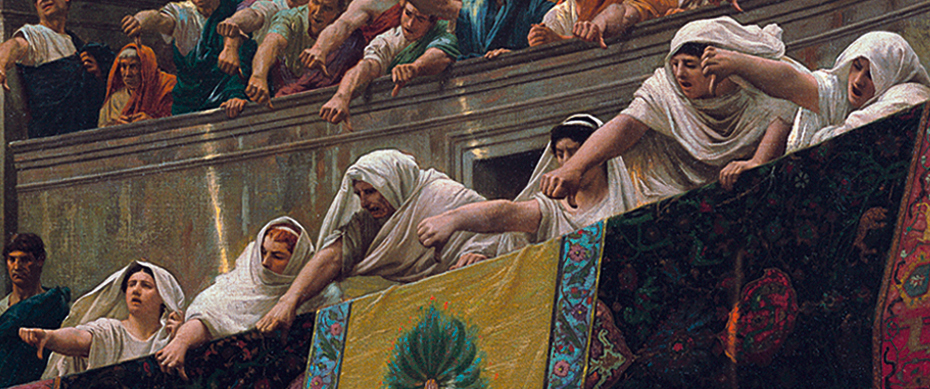
Detalle: las vírgenes vestales señalan la muerte del gladiador derrotado.

## Precisión histórica
La pintura desató casi inmediatamente una controversia sobre la exactitud del uso que hizo Gerome del gesto del pulgar hacia abajo por parte de los espectadores en el Coliseo. Un panfleto de 26 páginas publicado en 1879, "Pollice Verso": A los amantes de la verdad en el arte clásico, esta es la más respetuosamente dirigida, reimprimió evidencia a favor y en contra de la exactitud de la pintura, incluida una carta fechada el 8 de diciembre de 1878 del propio Gérôme.
La polémica tardó en resolverse totalmente porque no se conoce el gesto exacto descrito por la frase pollice verso. De los registros históricos, arqueológicos y literarios de la antigua Roma, no se sabe con certeza si el pulgar estaba hacia arriba, hacia abajo, en posición horizontal o escondido dentro del puño para indicar opiniones positivas o negativas.  Todo sugiere que para la muerte el pulgar apuntaba hacia arriba u horizontalmente, ya que es un gesto que recuerda el acto de desenvainar la espada, mientras para el perdón el pulgar se metía dentro del puño, recordando el gesto de envainar la espada. La pintura de Gérôme popularizó enormemente la idea errónea de que los pulgares hacia abajo simbolizaban muerte para un gladiador derrotado.

Por lo demás, la representación de Gérôme es como de costumbre en los cuadros históricos decimonónicos de exactitud arqueológica: la arquitectura del Coliseo se basa en dibujos precisos, y la armadura de los gladiadores sigue el diseño de las encontradas en Pompeya, aunque hay algunas imprecisiones en la armadura del mirmilón (como el escudo redondo en vez de rectangular). Siguiendo las fuentes antiguas, plasma los distintos niveles económicos según sus atuendos característicos y la sombra del velario protege a los más pudientes. Su representación de vírgenes vestales sedientas de sangre exigiendo la muerte puede haber estado inspirada por un pasaje del antiguo autor cristiano Prudencio, quien desaprobaba la carnicería en la arena:
Luego, hacia la reunión en el anfiteatro pasa esta figura de pureza dadora de vida y piedad incruenta [la vestal], para ver batallas sangrientas y muertes de seres humanos y mirar con ojos santos las heridas que sufren los hombres como precio de su sustento. Allí se sienta, llamativa, con los impresionantes adornos de sus cintas para la cabeza y disfruta lo que los entrenadores han producido. ¡Qué corazón tan tierno y gentil! Ella se levanta ante los golpes, y cada vez que un vencedor apuñala la garganta de su víctima, lo llama su mascota; la modesta virgen con un movimiento de su pulgar le ordena perforar el pecho de su enemigo caído para que ningún resto de vida quede acechando en lo profundo de sus entrañas mientras bajo una estocada más profunda de la espada, el luchador yace en la agonía de la muerte. 

## Influencia en el cine
Esta pintura y otras de Gérôme (incluida su anterior Ave Caesar! Morituri te Salutant) tuvieron una fuerte influencia en la representación visual del mundo antiguo por parte de los cineastas posteriores, empezando por las películas mudas antecedentes del peplum y perpetuado en las películas "de romanos" del Hollywood clásico. Fue en el cine donde al pulgar hacia abajo para pedir muerte se añadió el pulgar hacia arriba para la vida. La pintura fue un catalizador para el director Ridley Scott; cuando los productores de Gladiator le mostraron una reproducción de la pintura antes de leer el guion, Scott recuerda: "Esa imagen me habló del Imperio Romano en toda su gloria y maldad. Supe en ese momento que estaba enganchado".

## Escultura
A los treinta años, Gérôme se dedicó a la escultura. Su primera obra fue una gran estatua de bronce de un gladiador sosteniendo su pie sobre su víctima, basada en Pollice Verso y mostrada por primera vez al público en la Exposición Universal de 1878 en París.  Tras la muerte de Gérôme, en 1909, su yerno Aimé Morot creó Gérôme esculpiendo "Los gladiadores": Monumento a Gérôme, que comprendía una nueva fundición de la estatua de Gérôme junto con la escultura del retrato de Gérôme en el trabajo realizada por Morot. La escultura de Morot se encuentra en el Museo de Orsay en París.

## Galería

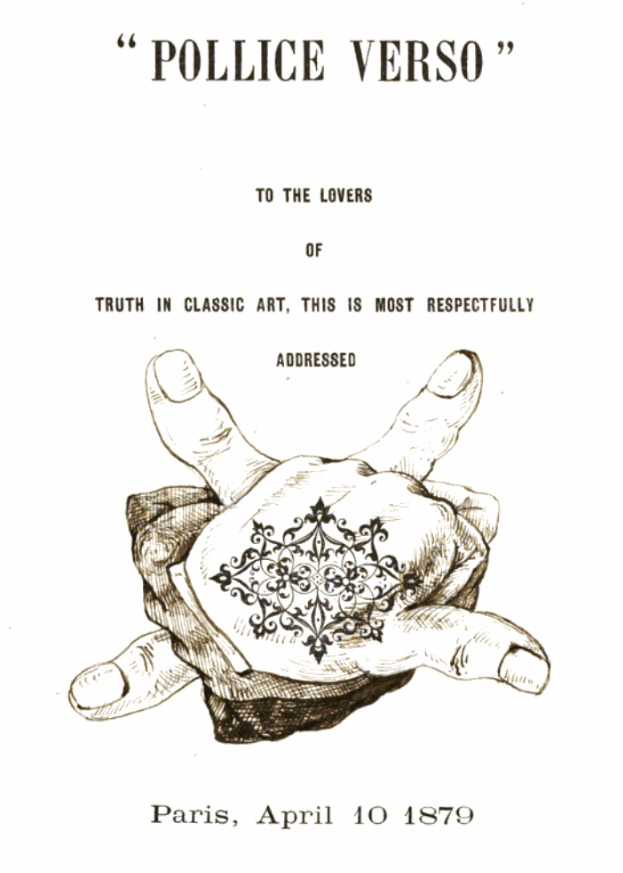
Página de título con ilustración de "Pollice Verso": A los amantes de la verdad en el arte clásico, esta se dirige con el mayor respeto, 1879.
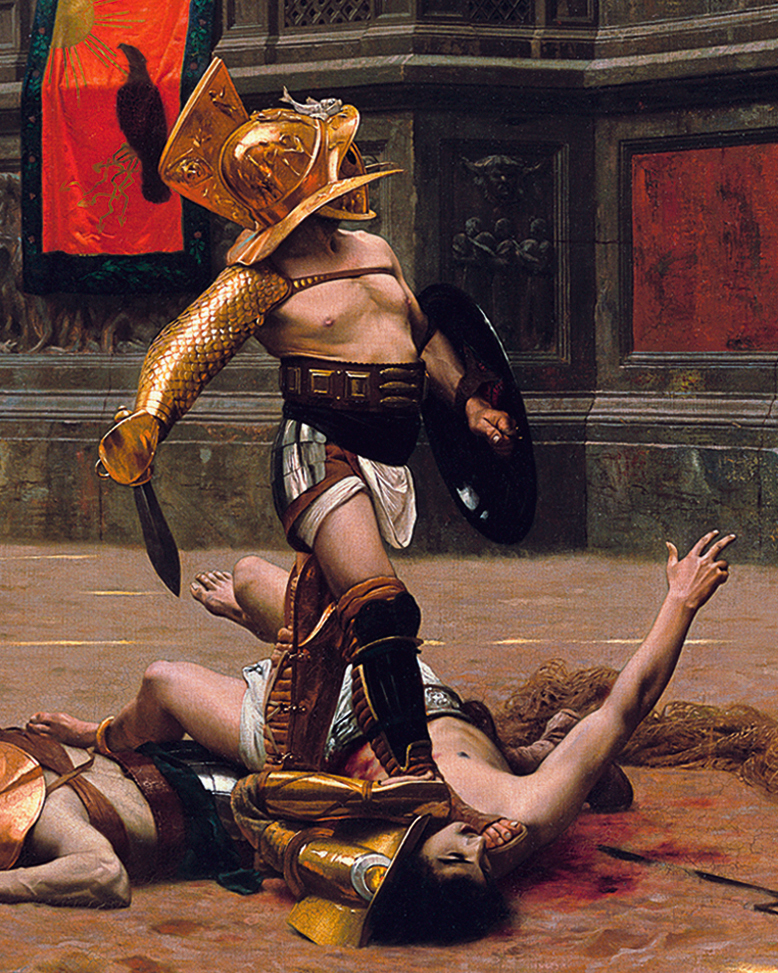
Detalle: primer plano de los gladiadores.
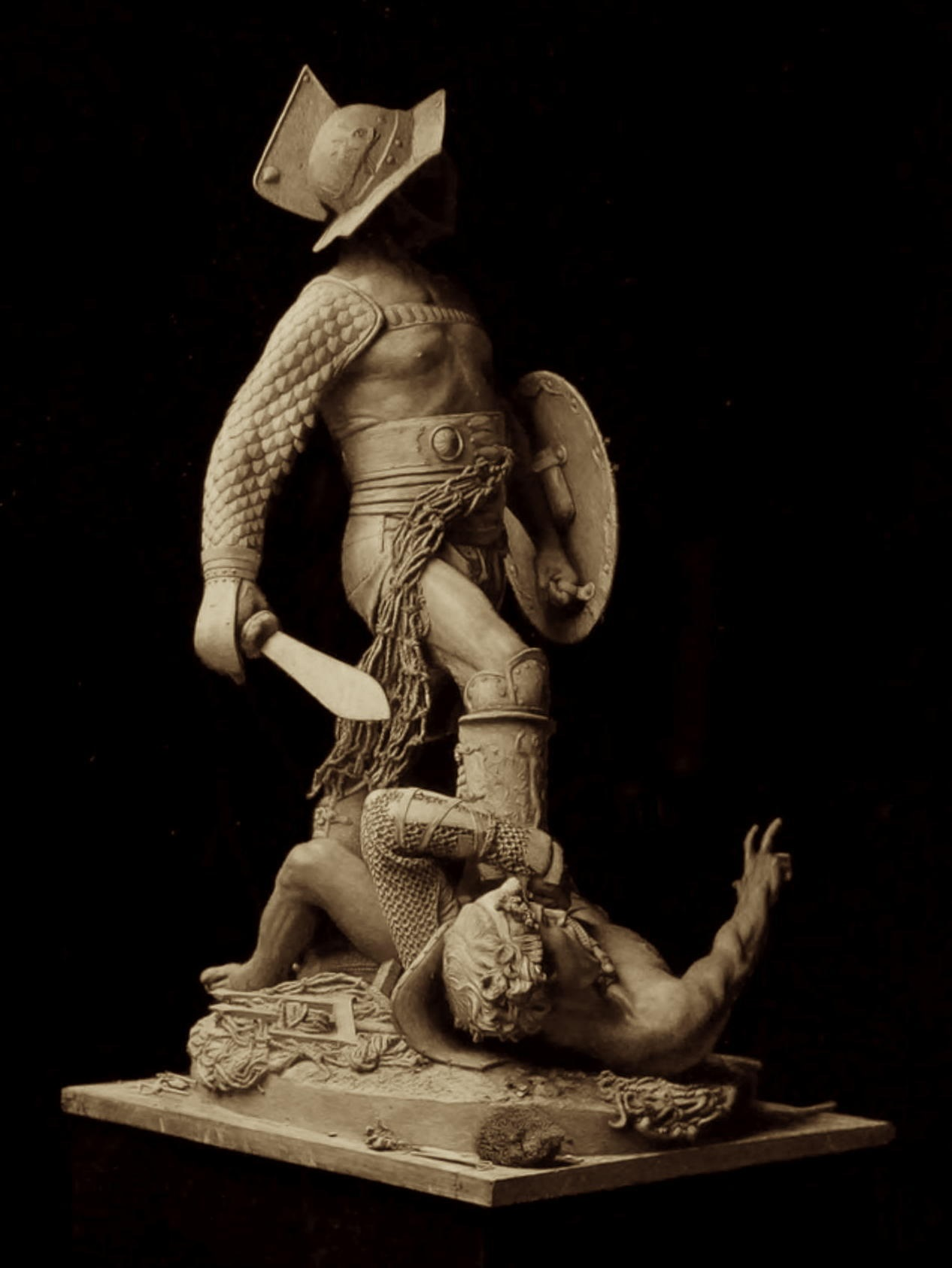
Los gladiadores, bronce, 1878, de Jean-Léon Gérôme; fotograbado Goupil c. 1892.
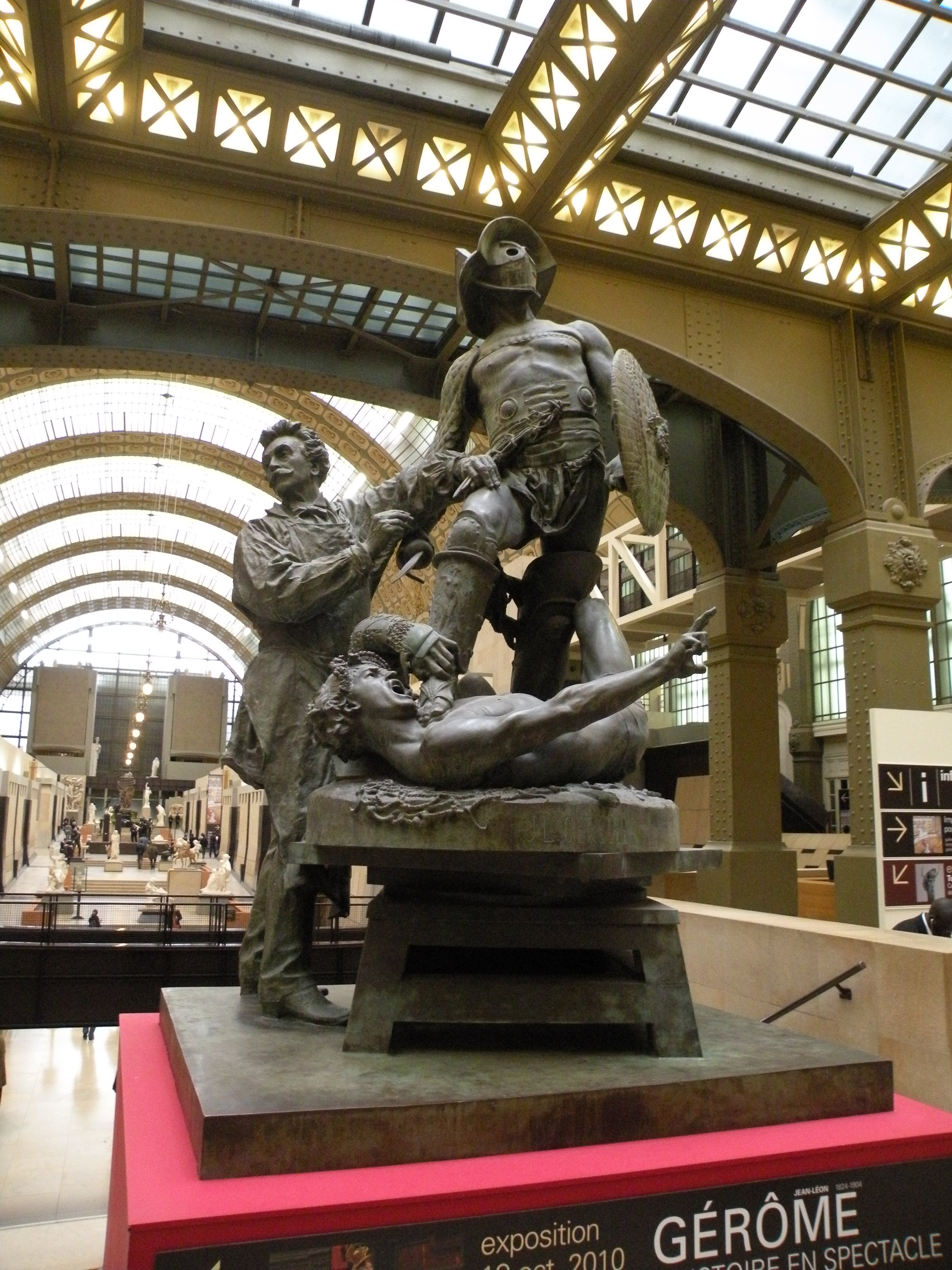
Gérôme esculpiendo "Los gladiadores": Monumento a Gérôme, 1909, de Aimé Morot, Museo de Orsay.
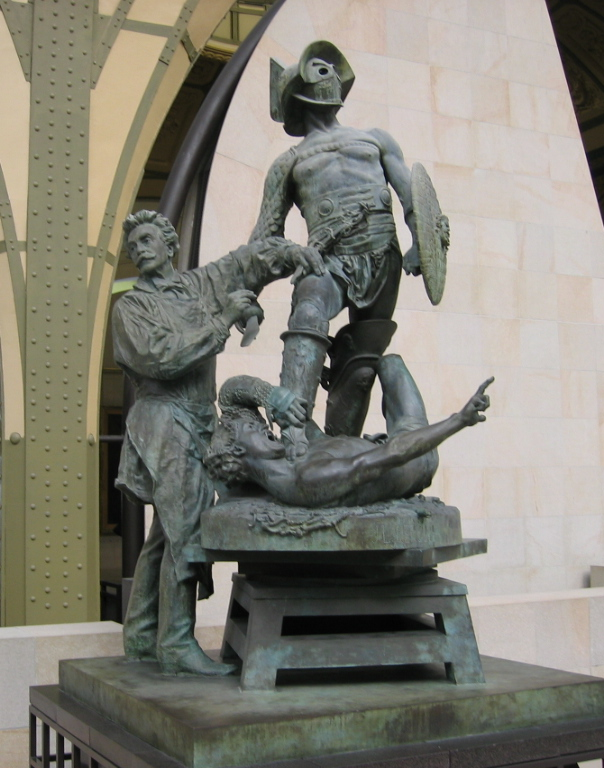
Otra vista de la escultura de Morot.
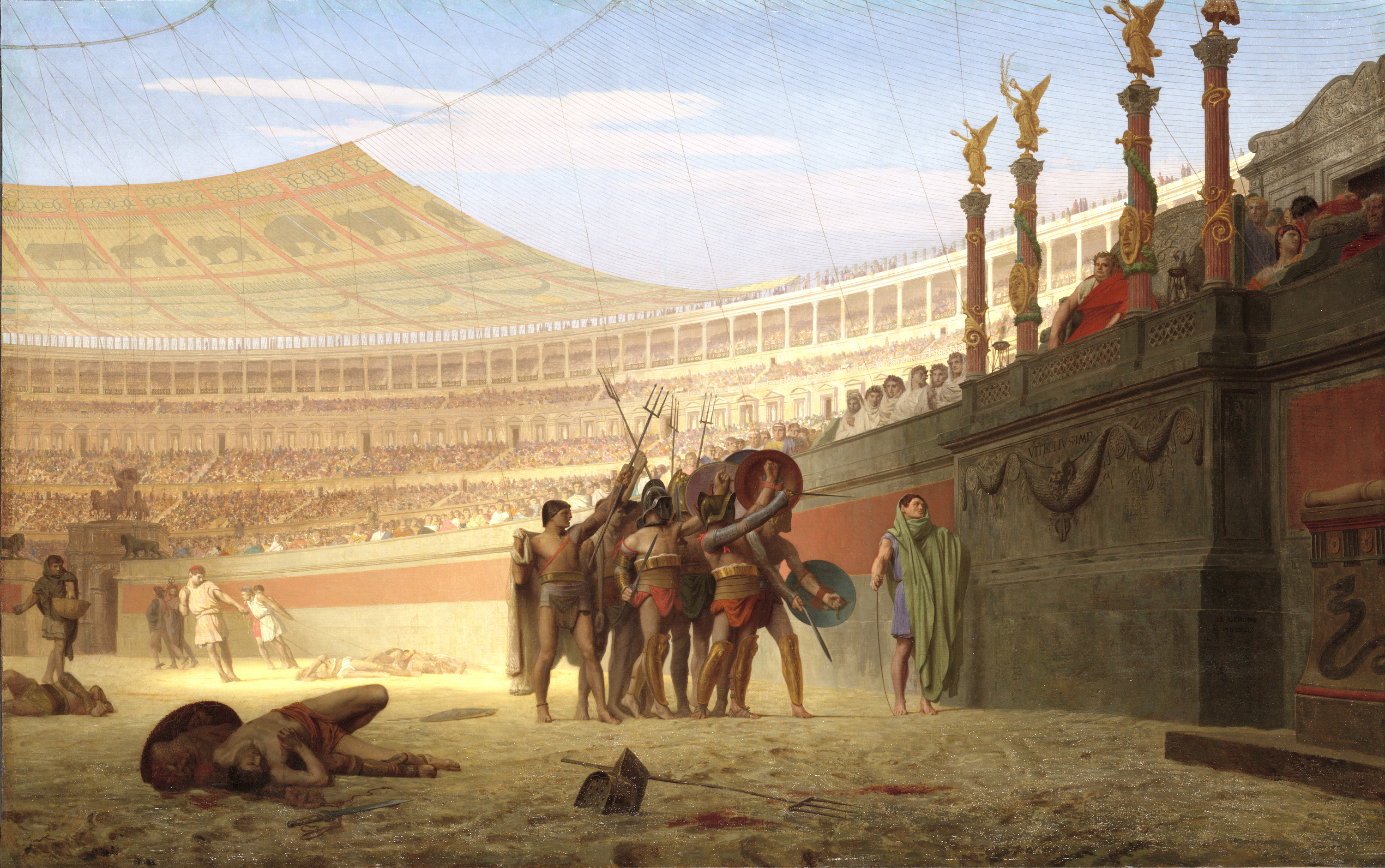
Ave, Caesar, morituri te salutant, 1859, de Jean-Léon Gérôme, Galería de Arte de la Universidad de Yale.
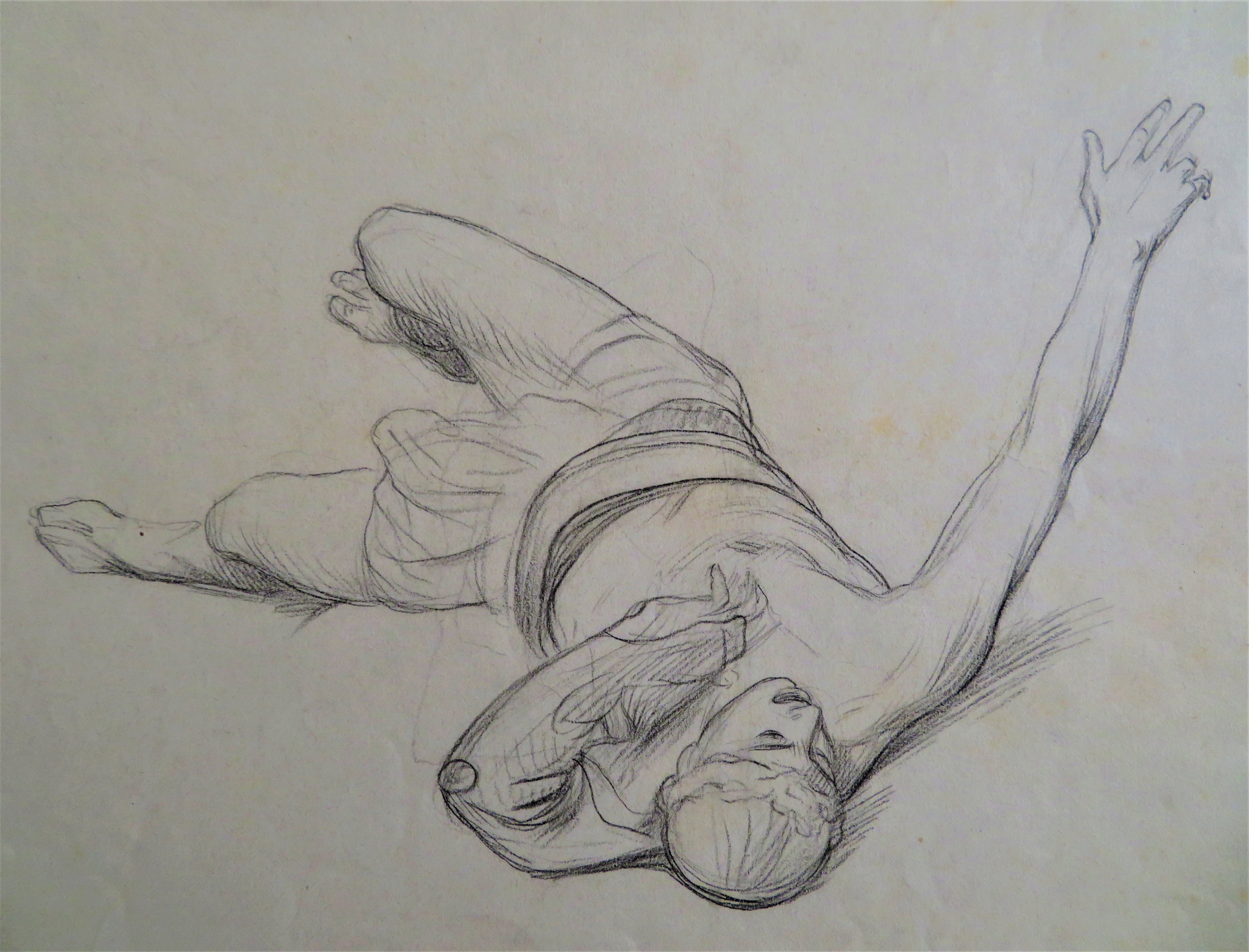
Estudio de tiza para el gladiador derrotado.